# 안형환
안형환(1963년 6월 7일 ~ )은 대한민국의 정치인이다. 제18대 국회의원(서울 금천구 한나라당)이다.

## 학력
- 목포대성국민학교 졸업
- 영흥중학교 졸업
- 목포고등학교 졸업
- 서울대학교 인문대학 서양사학 학사
- 하버드 대학교 케네디스쿨 행정학 석사
- 경기대학교 대학원 정치학 박사

## 경력
- 1991년: KBS 기자(18기) 입사
- 2003년: KBS 정치, 사회,통일, 편집, 체육부 기자
- 2005년: KBS 사회팀 법조데스크 담당 기자
- 2006년: KBS 사건 데스크 담당 기자
- 2007년: KBS 정치외교팀 외교안보데스크 담당 기자
- 2008년 2월: KBS 퇴사
- 2008년 5월: 제18대 한나라당 국회의원
- 2008년 7월: 한나라당 인재영입위원회 부위원장
- 2008년 8월: 한나라당 대표 특보
- 2010년 5월: 한나라당 원내부대표
- 2010년 6월: 제18대 국회 운영위원회 위원
- 2010년 8월: 제18대 국회 문화체육관광방송통신위원회 위원
- 2010년 8월: 한나라당 대변인
- 2012년 2월: 제18대 국회 예산결산특별위원회 위원
- 2012년 10월: 제18대 대통령선거 박근혜후보 중앙선거대책위원회 대변인
- 2012년 9월 ~ 2017년 12월: 세금바로쓰기납세자운동본부 공동대표
- 2014년 5월 ~ 2015년 7월: 동국대학교 언론정보대학원 객원교수
- 2014년 9월: 새누리당 보수혁신특별위원회 위원
- 2014년: 통합정책연구원 원장
- 2015년 7월 ~ 2017년 2월: 단국대학교 사회과학대학 석좌교수
- 2018년 9월 ~ 2020년 3월: 한양대학교 언론정보대학원 특임교수
- 보수통합을 위한 혁신통합추진위원회 간사
- 2020년 3월 ~ 2022년 1월: 방송통신위원회 상임위원
- 2022년 1월 ~ 2024년 1월: 제10기 방송분쟁조정위원회 위원장
- 2022년 2월 ~ 2023년 3월: 방송통신위원회 부위원장
- 2022년 10월 ~ 2024년 10월: 제8기 보편적시청권보장위원회 위원장

## 논란
18대 총선을 앞두고 2월18일부터 ‘하버드대 대학원 졸업(공공행정학 석사)’이라는 내용이 포함된 예비후보 홍보물과 명함을 배포하면서 수학기간이 1년이라는 점을 빠뜨렸다. 또한 유세과정에서 뉴타운 지정과 관련해 오세훈 시장과 나눴던 대화를 객관적 진실과는 달리 과장하여 주민들에게 선전을 했던 혐의와 네 차례에 걸쳐 선거 사무소에서 위법한 당원 집회를 개최한 혐의로 인해 재판을 받았다.
2008년 10월 30일 1심에서 벌금 150만원을 선고 받았으며, 2009년 1월 8일 2심에서도 벌금 150만원을 선고 받았으나, 2009년 5월 14일 대법원 3심(주심: 전수안 대법관)에서는 불법당원집회 개최 혐의는 무죄를 선고받았고 2010년 2월 11일 대법원 2차 판결(주심: 박시환 대법관)에서 뉴타운 관련 유세에 대하여도 무죄를 선고받아 2010년 4월 8일 파기환송심에서 최종적으로 수학기간 미기재 등으로 벌금 80만원을 선고받았다.(동일한 혐의에 대하여 검찰은 민주당 최철국 의원에 대하여는 기소유예한 바 있다.)
2011년 2월 5일 논평을 통해 석해균 삼호주얼리호 선장의 피격 논란에 대해 다음과 같은 논평을 했다.
| “ | 석해균 선장에 대해서 우리 UDT 대원이 사격을 했다는 허위사실이 인터넷에 떠돌았다. 과연 이것이 있을 수 있는 이야기인가. 그런데도 버젓이 그 주장을 하는 사람들은 대체 어느 나라 사람들이고, 어떤 의도를 가지고 있는지 분노하지 않을 수 없다. 우리 사회의 신뢰를 실추시키고 갈등을 부추기려는 간첩의 소행이나 다름이 없다는 말들도 있었다"면서 "우리 사회에서 이런 유언비어 유포에 대한 대책이 필요하다는 것을 다시 한 번 느꼈다. | ” |
|   | — 2월 5일 논평 |   |

## 역대 선거 결과
| 실시년도 | 선거   | 대수 | 직책     | 선거구      | 정당     | 득표수   | 득표율          | 순위 | 당락 | 비고 |
| -------- | ------ | ---- | -------- | ----------- | -------- | -------- | --------------- | ---- | ---- | ---- |
| 2008년   | 총선   | 18대 | 국회의원 | 서울 금천구 | 한나라당 | 37,720표 | \| \| 43.95% \| | 1위  |      | 초선 |
|          | 43.95% |      |          |             |          |          |                 |      |      |      |

## 같이 보기
- 금천구 (선거구)
- 서울 금천구의 국회의원
- 대한민국의 방송통신위원회 부위원장

## 저서
- 《우리가 몰랐던 개방의 역사》